# Baptême du Christ

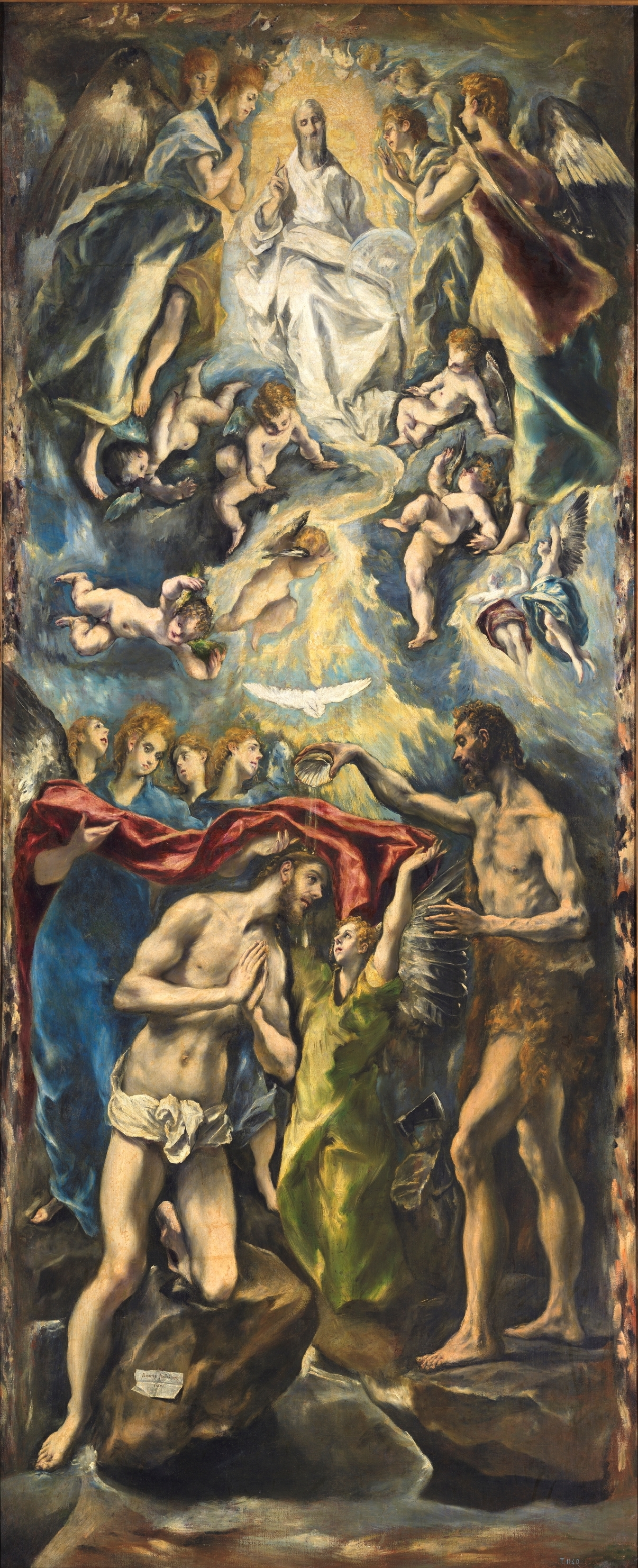
Le Baptême du Christ par El Greco (1597-1600), musée du Prado.

Le baptême du Christ est un des épisodes de la vie de Jésus-Christ : son baptême dans le Jourdain par Jean le Baptiste. Il est relaté dans les trois Évangiles synoptiques. Il s'inscrit dans les trois épiphanies du Messie de Dieu avec l'Adoration des mages et les Noces de Cana. Il marque la fin du temps de Noël. Le 'Baptême du Christ' est un thème que l'on trouve très fréquemment dans l'iconographie chrétienne.

## Sources bibliques
Rapporté dans le Nouveau Testament (Matthieu  3, 13-17 ; Marc 1, 9-11 ; Luc 3, 15-16.21-22), l'épisode décrit le baptême de Jésus par Jean-Baptiste dans le Jourdain.

« Jean le Baptiste s'adressa à tous ː « Moi je vous baptise avec de l'eau ; mais il vient, celui qui est plus fort que moi. Je ne suis pas digne de dénouer la courroie de ses sandales. Lui vous baptisera dans l'Esprit Saint et le feu. »  Or, quand tout le peuple eut reçu le baptême, et que Jésus qui avait été baptisé priait, le ciel s'ouvrit, et l'Esprit-Saint descendit sur lui sous une forme corporelle, comme une colombe, et du ciel il y eut une voix : « Tu es mon Fils bien-aimé : en toi j'ai mes complaisances ». »

— Luc 3, 16.22
Néanmoins, les trois évangiles synoptiques racontent l'épisode très différemment et l'évangile de Jean reste encore plus elliptique.

« De ces quatre témoignages le plus primitif est sans doute celui de Marc : Matthieu et Luc présentent cet événement en fonction des concepts de doctrine les plus développés. Le quatrième évangile ne raconte pas le baptême, mais la proclamation solennelle, faite par le précurseur, de la théophanie baptismale, concorde admirablement avec les données synoptiques, portant cependant très marqué le signe de la théologie de Jean »

— A. Feuillet, « Le baptême de Jésus », Revue biblique, no 71, 1964, pp. 321-352.

## Authenticité
En exégèse biblique, cet événement est considéré comme très probablement authentique car il correspond à l'un des cinq critères d'historicité définis par les spécialistes : celui de l'« embarras ecclésiastique », selon lequel un épisode plus ou moins gênant en termes d'apologétique chrétienne ne saurait avoir été inventé. Ce critère est expliqué par Simon Claude Mimouni et Pierre Maraval, qui prennent pour exemple le baptême du Christ : « Sont retenues les actions et les paroles de Jésus qui ont créé difficulté dans leur application au sein des premières communautés chrétiennes », par exemple le baptême de Jésus par Jean-Baptiste dans l'Évangile selon Matthieu (Mt 3,13-17) car ce récit « place le premier en situation de subordination par rapport au second, mettant l'Église en difficulté dans son conflit avec les groupes baptistes ».

## Signification théologique

### Le Jourdain dans la Bible

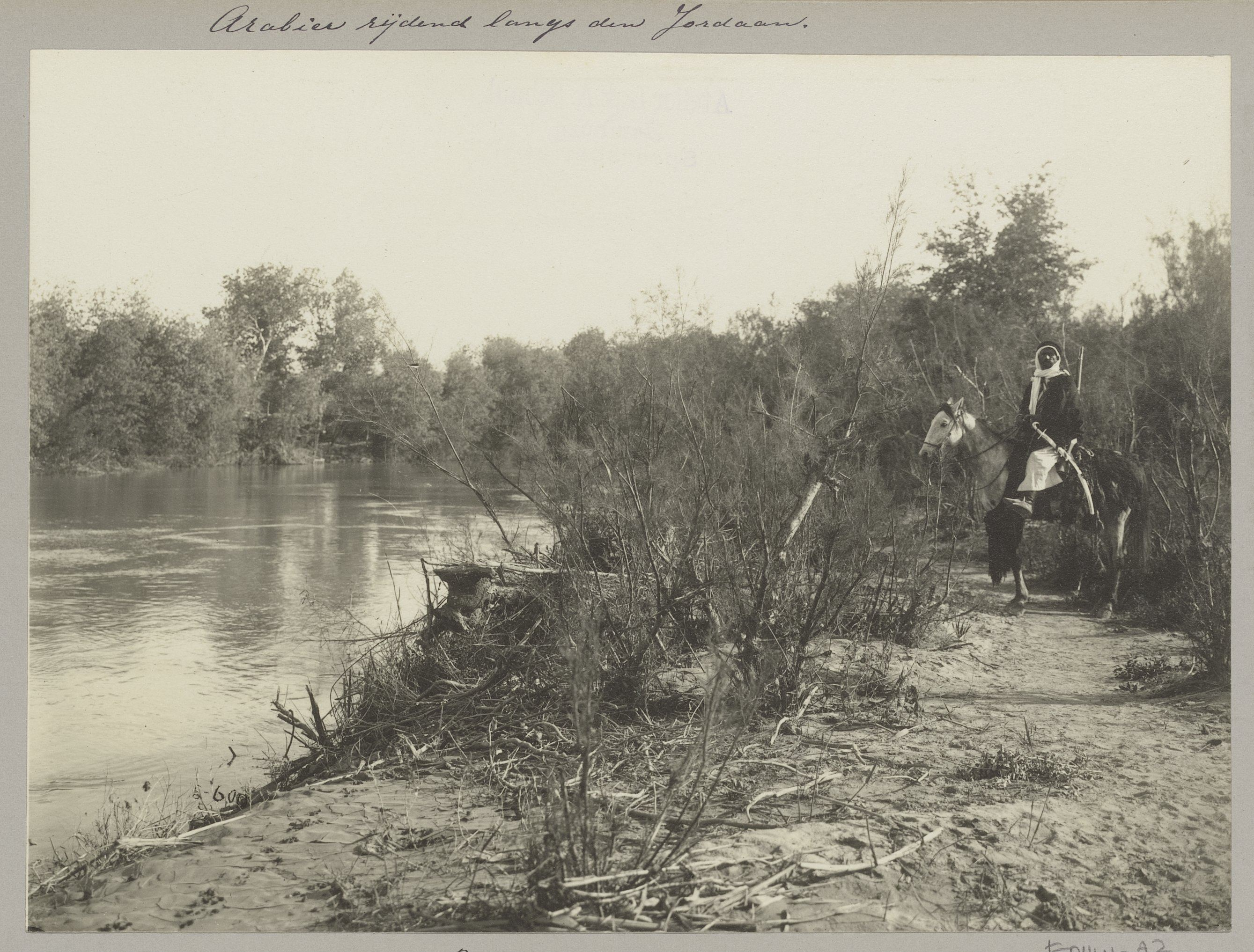
Un homme arabe à cheval sur les rives du Jourdain, vers 1900, Rijksmuseum Amsterdam.

Le lieu du Jourdain a une signification particulière dans la Bible : dans l'Ancien Testament, c'est l'une des limites de la Terre promise aux Hébreux menés par Moïse. Moïse n'ayant pas le droit d'entrer dans la Terre promise, il ne peut pas franchir le Jourdain. Franchissement du Jourdain dans la seconde partie du chapitre 3 du Livre de Josué.
Par ailleurs Jean-Baptiste baptise dans le Jourdain un baptême de conversion : les Juifs traversaient le Jourdain pour se faire baptiser par Jean-Baptiste, à travers ce baptême ils se reconnaissaient pécheurs, et pouvaient de nouveau entrer dans la Terre Promise après leur baptême.
C'est dans ce contexte qu'a lieu d'après les évangiles le baptême de Jésus-Christ. Jésus arrive aux bords du Jourdain pour se faire baptiser.

### L'immersion et la théophanie
L'immersion de Jésus dans le Jourdain a un lien avec le péché. La théologie qui se développe au sein du christianisme voit dans le baptême de Jésus une volonté de Jésus-Christ de prendre en charge le péché du monde.
Le récit de ce baptême décrit une théophanie, une manifestation du Dieu de la Trinité : Jésus-Christ, le Fils, se faisant baptiser, une colombe symbolisant l'Esprit Saint et la voix de Dieu le Père.

## Célébrations

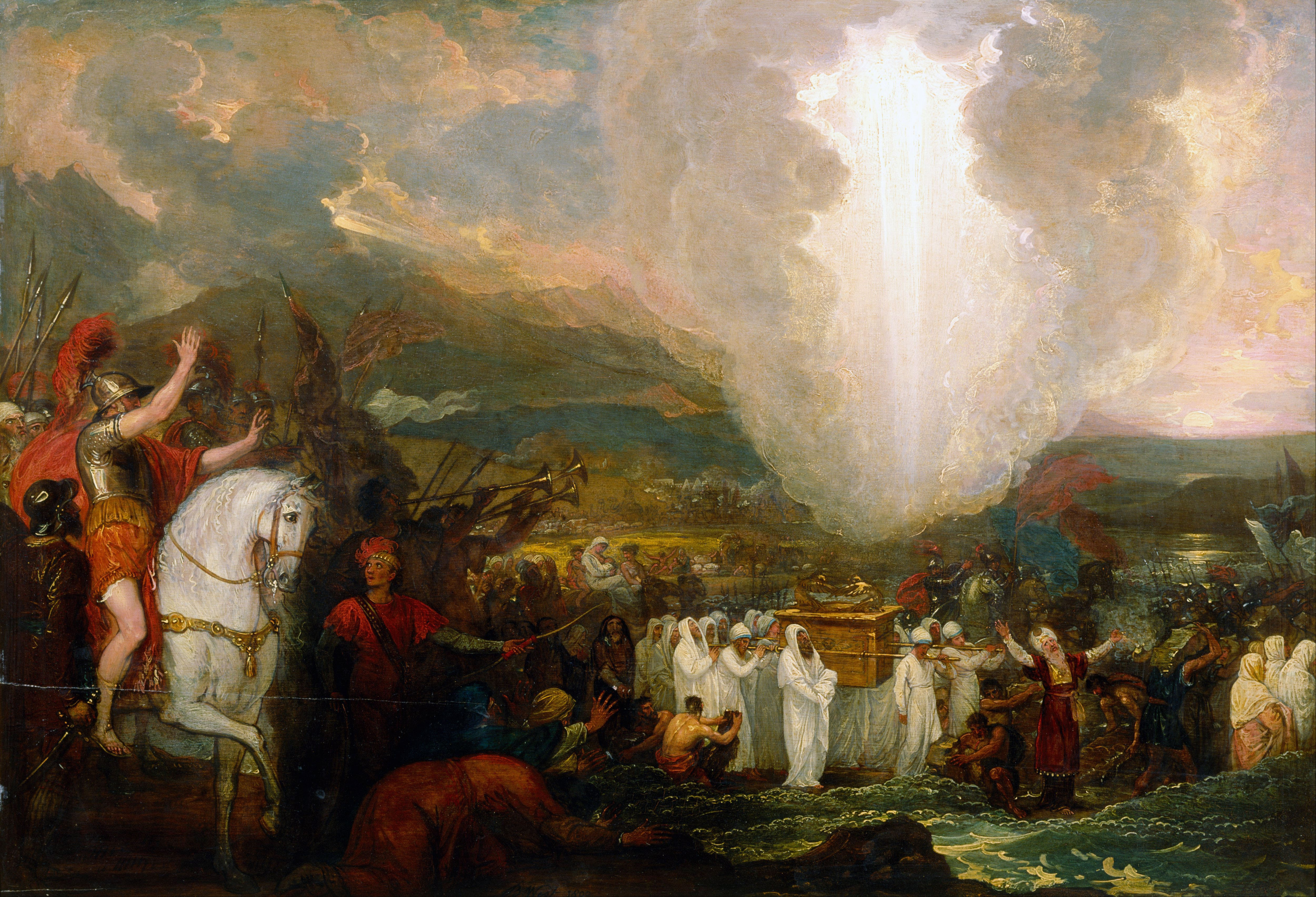
Josué passant le Jourdain avec l’Arche d’Alliance, 1800, Benjamin West, Galerie d'art de Nouvelle-Galles du Sud.

L'Église orthodoxe célèbre cet événement par la fête de la Théophanie qui est l'une des Douze Grandes Fêtes du christianisme orthodoxe, le 19 janvier (calendrier grégorien), notamment l'Église éthiopienne orthodoxe à travers le Timqet ou la Macédoine à travers le Vodici. L'Église syriaque orthodoxe et l'Église apostolique arménienne célèbrent cet événement le 6 janvier.
Sermon de Grégoire de Nazianze pour la Fête des Lumières ː
« Ceux qui voient la lumière sont dans la lumière »
Extrait ː

« Le Christ est illuminé par le baptême, resplendissons avec lui ; il est plongé dans l'eau, descendons avec lui pour remonter avec lui.
Jean est en train de baptiser, et Jésus s'approche ; peut-être pour sanctifier celui qui va le baptiser ; certainement pour ensevelir tout entier le vieil Adam au fond de l'eau. Mais avant cela et en vue de cela, il sanctifie le Jourdain. Et comme il est esprit et chair, il veut pouvoir initier par l'eau et par l'Esprit.
Le Baptiste n'accepte pas de le baptiser. Jésus insiste. Mais : C'est moi qui ai besoin d'être baptisé par toi. Voilà comment la lampe s'adresse au soleil, la voix à la Parole, l'ami de l'Époux à l'Époux, le plus grand des enfants des femmes au premier-né de toute la création ; celui qui avait bondi dans le sein de sa mère à celui qui avait été adoré dans le sein de la sienne, le précurseur présent et futur à celui qui vient d'apparaître et qui réapparaîtra. C'est moi qui ai besoin d'être baptisé par toi. Que Jean ajoute donc : et en me sacrifiant pour toi. Il savait en effet qu'il recevrait le baptême du martyre ; ou, comme Pierre, que ses pieds ne seraient pas seuls purifiés. [...] »

— Grégoire de Nazianze
L’Église catholique, dans le rite romain, fête le baptême du Seigneur le dimanche qui suit l'Épiphanie. Là où l'Épiphanie, n'étant pas de précepte, est transférée au dimanche 7 ou 8 janvier, le baptême du Seigneur est célébré le lendemain (lundi 8 ou 9). Dans sa forme extraordinaire, le baptême du Seigneur est fêté le 13 janvier.

## Réception dans les arts

### Thème artistique
Thème de l'iconographie de la peinture chrétienne, il rassemble Jean le Baptiste et Jésus de Nazareth dans une de ses premières manifestations publiques, donc accompagné d'autres personnages, contemplant la scène ou participant comme nouveaux baptisés. Théophanie trinitaire, le Saint-Esprit est souvent présent dans les représentations et certaines montrent le Père céleste qui dans l'Évangile vient dire sa reconnaissance et sa joie que lui procure Jésus-Christ, son Fils. La scène est champêtre avec en premier lieu, le fleuve Jourdain.

### En peinture

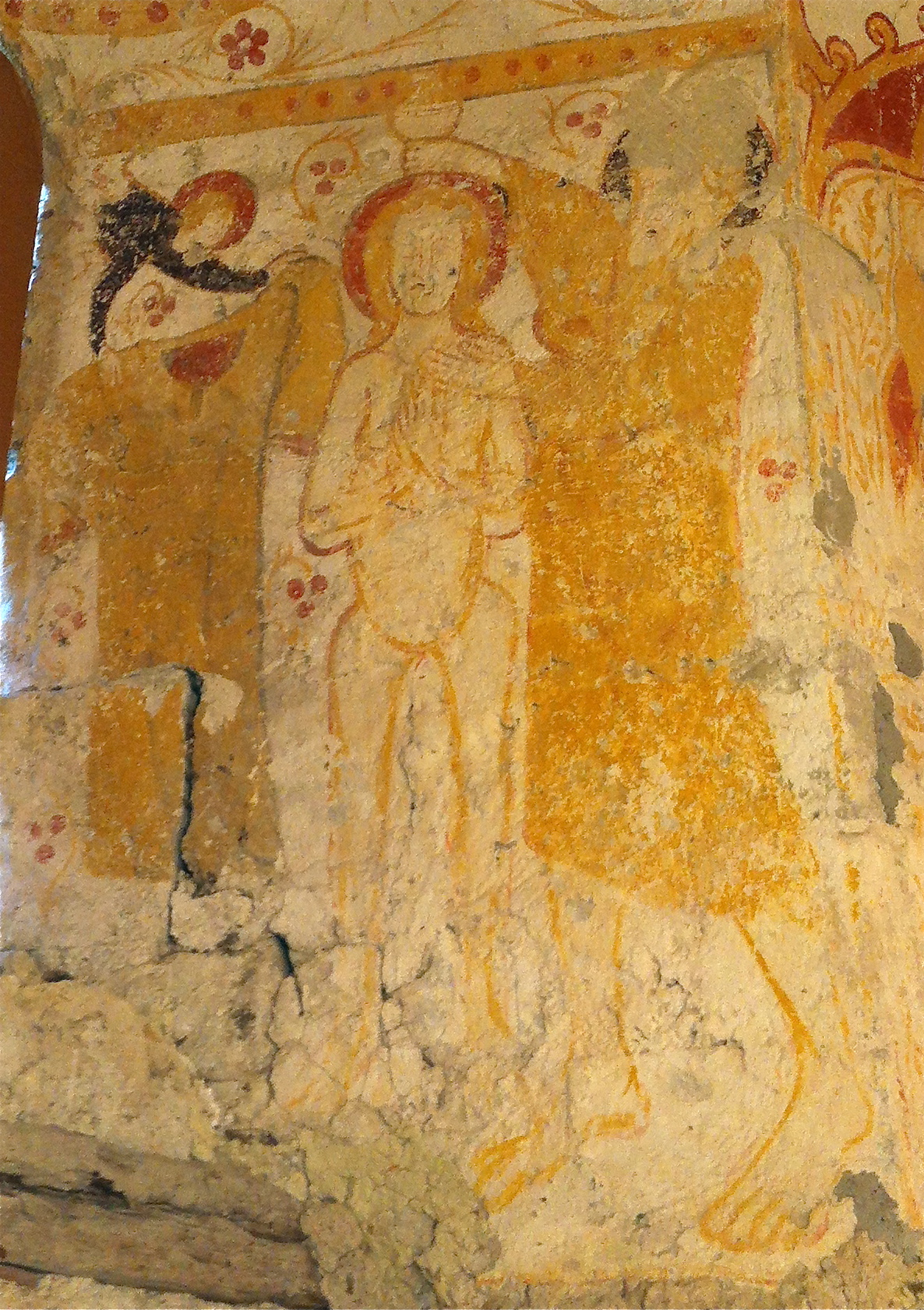
Le Baptême du Christ, vers 1300/1330, église Saint-André de Taxat.

Les exemples sont innombrables, même les œuvres majeures. On peut distinguer Le Baptême du Christ :
- par Francesco Albani ;
- par Fra Angelico ;
- par Gérard David ;
- par Piero della Francesca : voir l'article Le Baptême du Christ (Piero della Francesca) ;
- par Pietro Grammorseo (1523) ;
- par Le Greco ;
- par Juan Fernández Navarrette, musée du Prado ;
- par Francisco de Goya ;
- par Le Pérugin, plusieurs dont celle de la Chapelle Sixtine, de la cathédrale de Città della Pieve et celle de la Galerie nationale de l'Ombrie ;
- par Andreï Roublev ;
- par Barnaba da Modena au musée national des beaux-arts d'Alger ;
- par le Titien (1512) ;
- par Verrocchio : ;
- par Battista Franco, sur le tableau du retable de la chapelle Barbaro de l’Église San Francesco della Vigna à Venise (vers 1555).
- et par Camille Corot en 1845-1847 dans l'Église Saint-Nicolas-du-Chardonnet à  Paris, Chapelle des fonts baptismaux[9]

#### Galerie

Divers œuvres
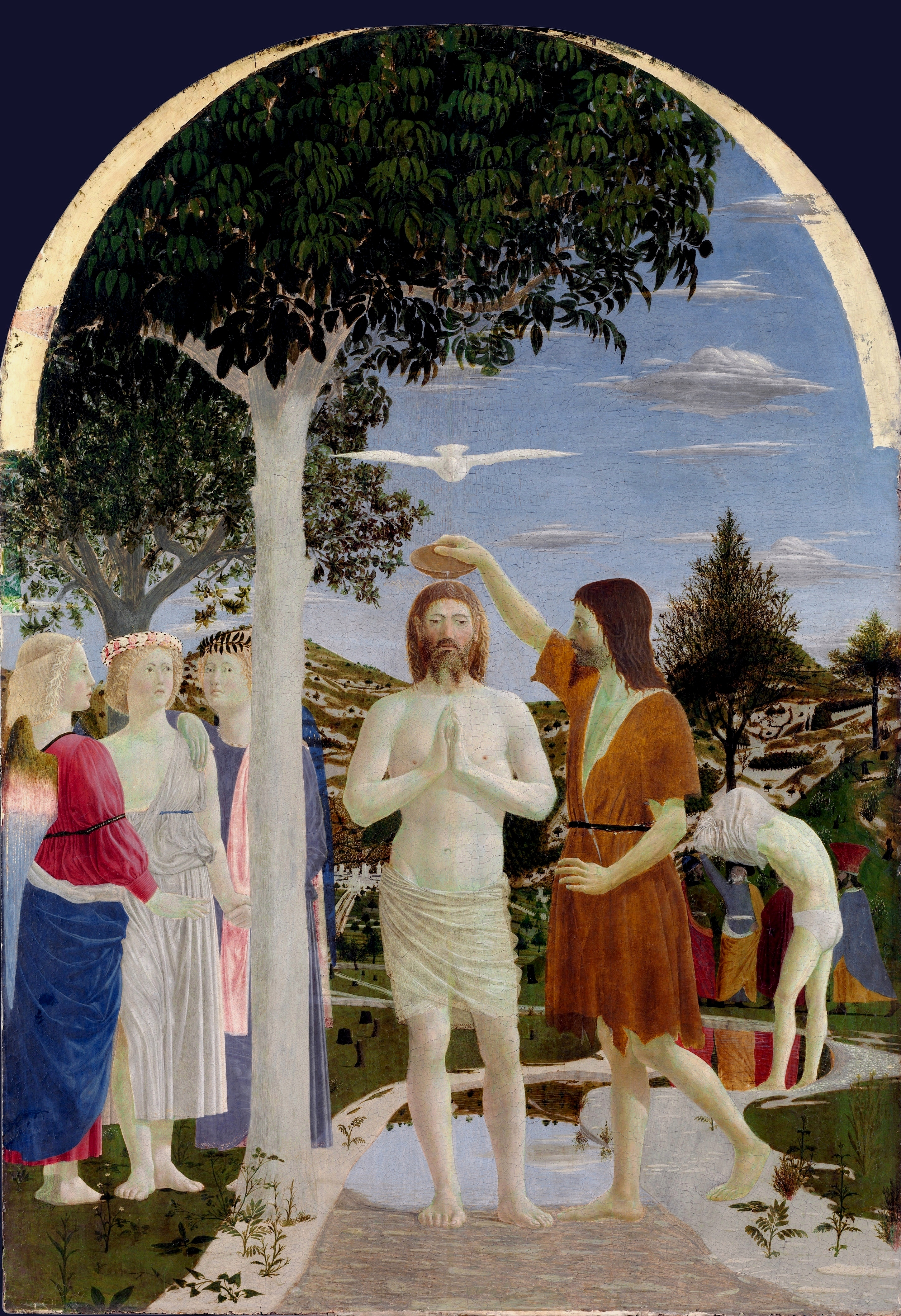
Le Baptême du Christ, 1450, tempera sur panneau, Piero della Francesca, National Gallery.
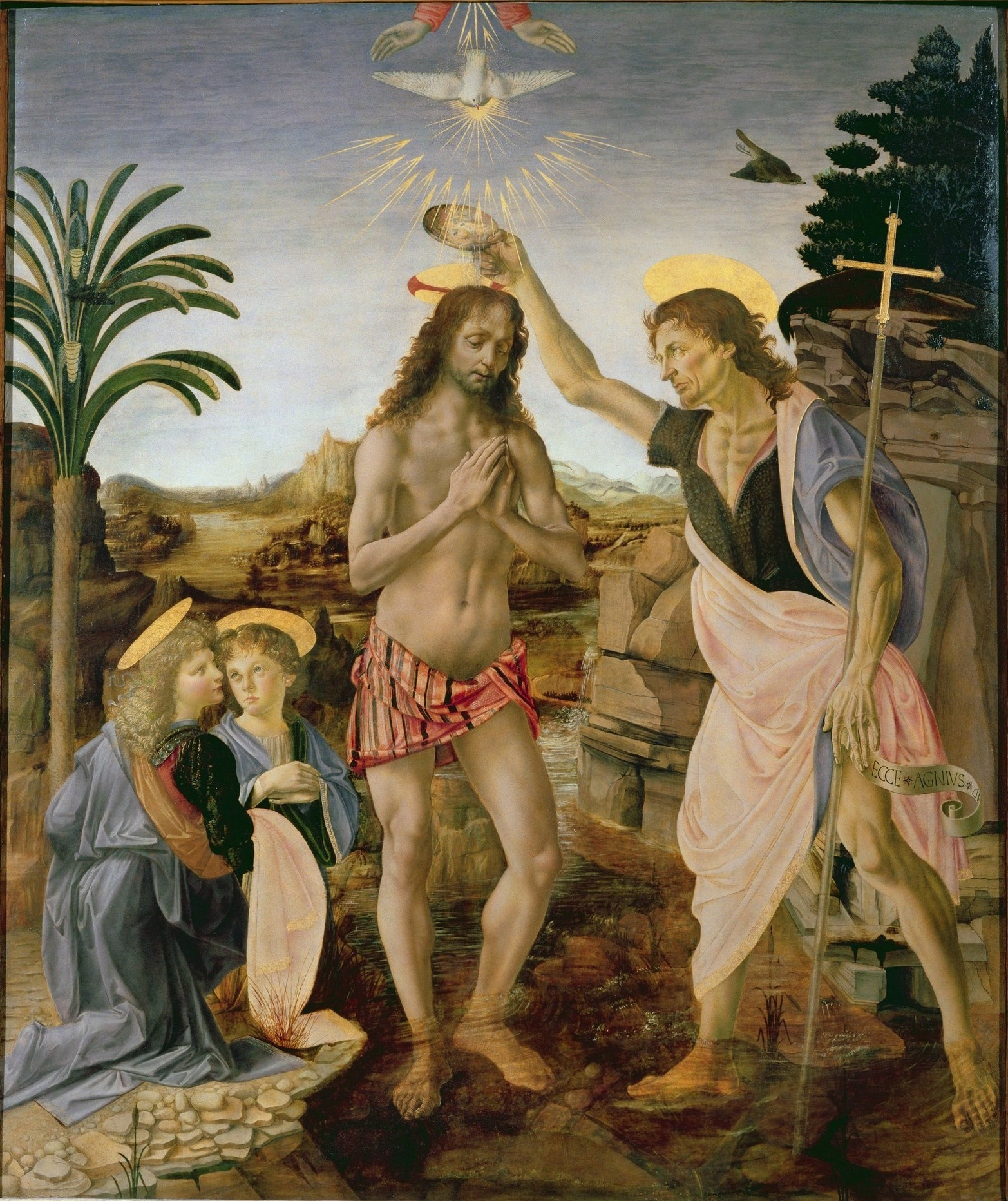
Le Baptême du Christ, vers 1475, huile sur panneau de bois, Andrea del Verrocchio, Palais des Offices.
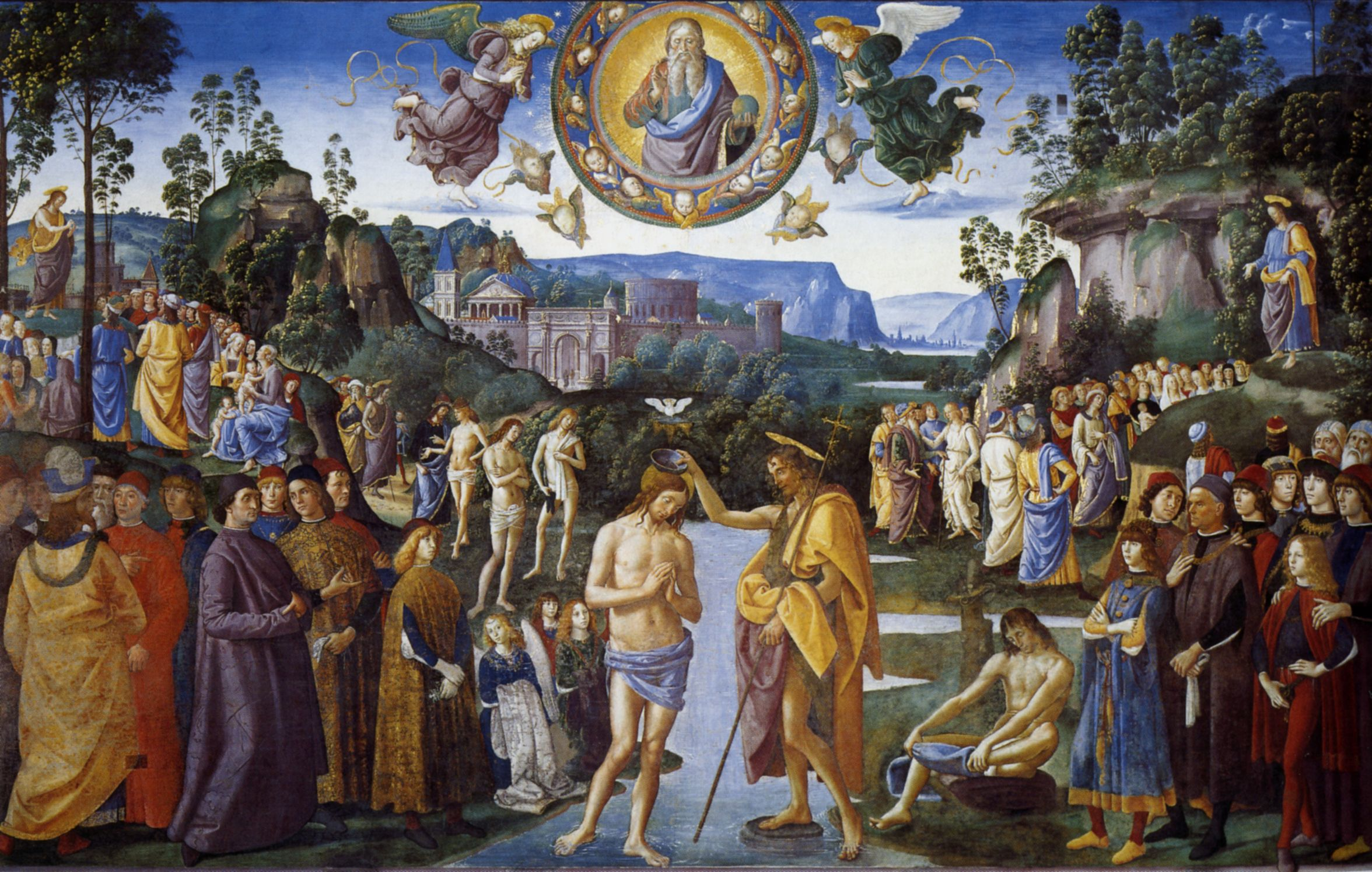
Le Baptême du Christ, vers 1482, fresque, Le Pérugin, Chapelle Sixtine.
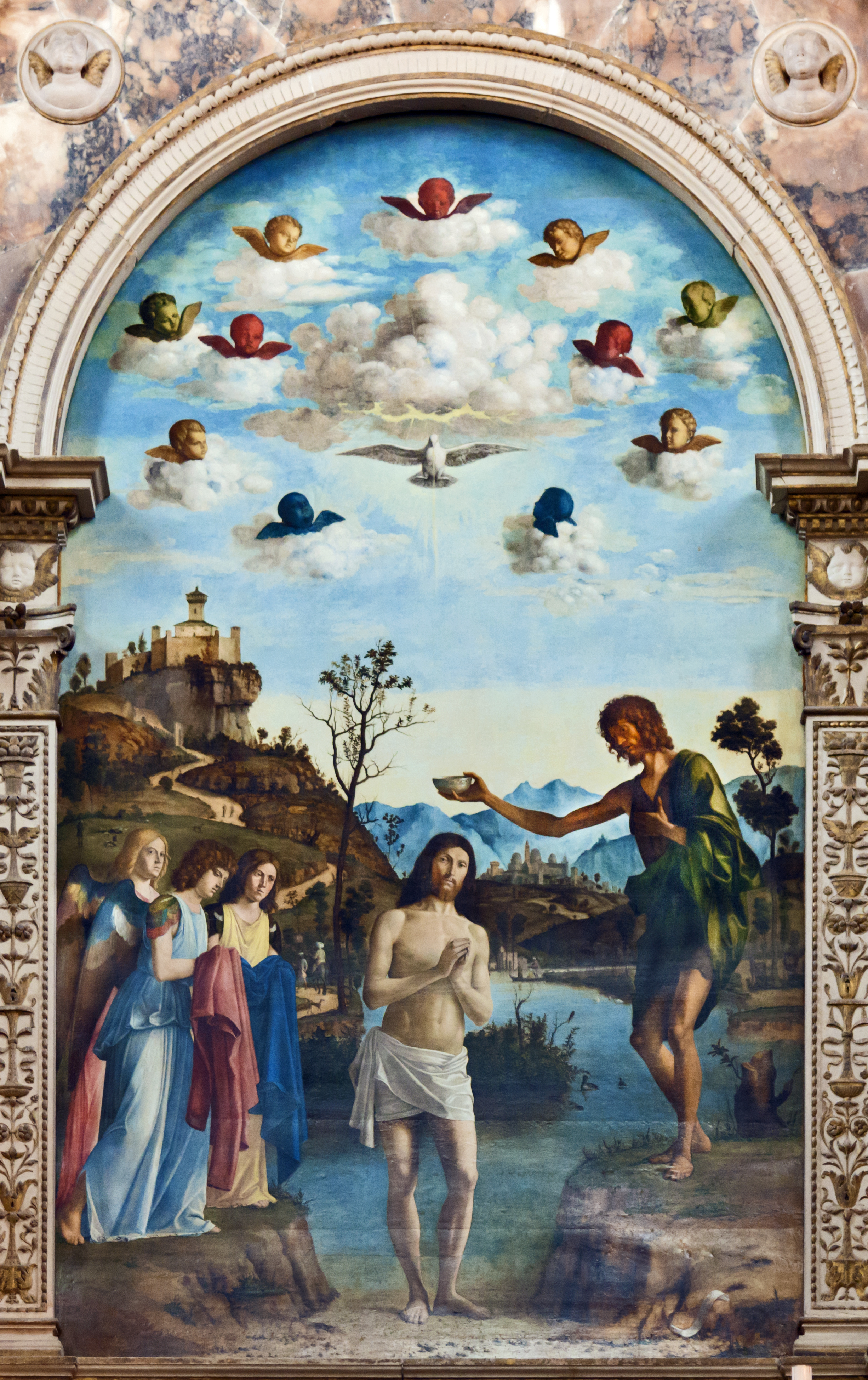
Le Baptême du Christ, 1493, huile sur panneau de bois, Cima da Conegliano, Église San Giovanni in Bragora.
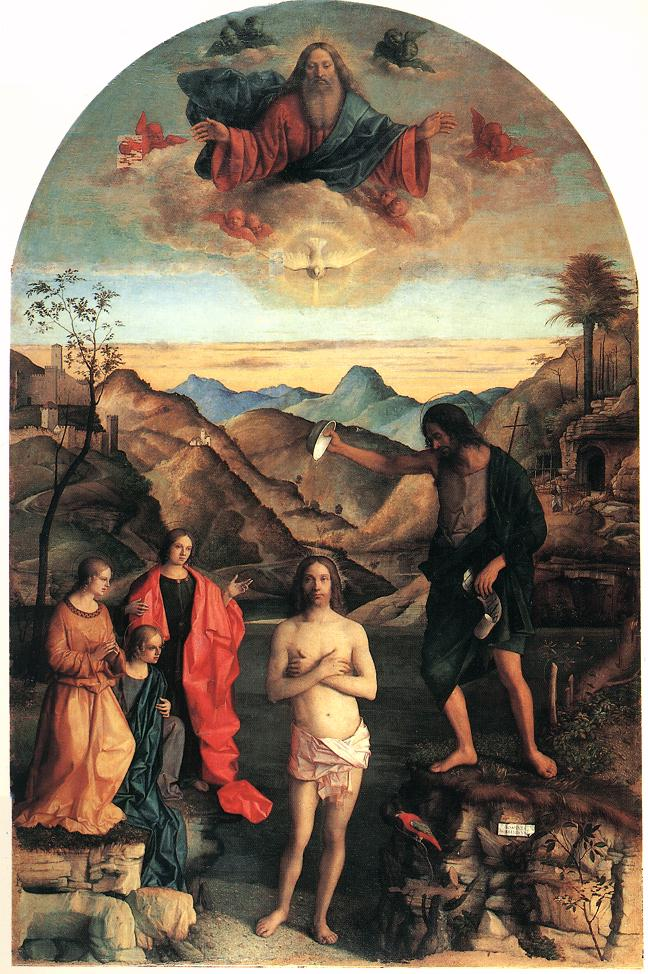
Baptême du Christ, entre 1500 et 1503, huile sur panneau, Giovanni Bellini, Collection	Santa Corona, Vicence.
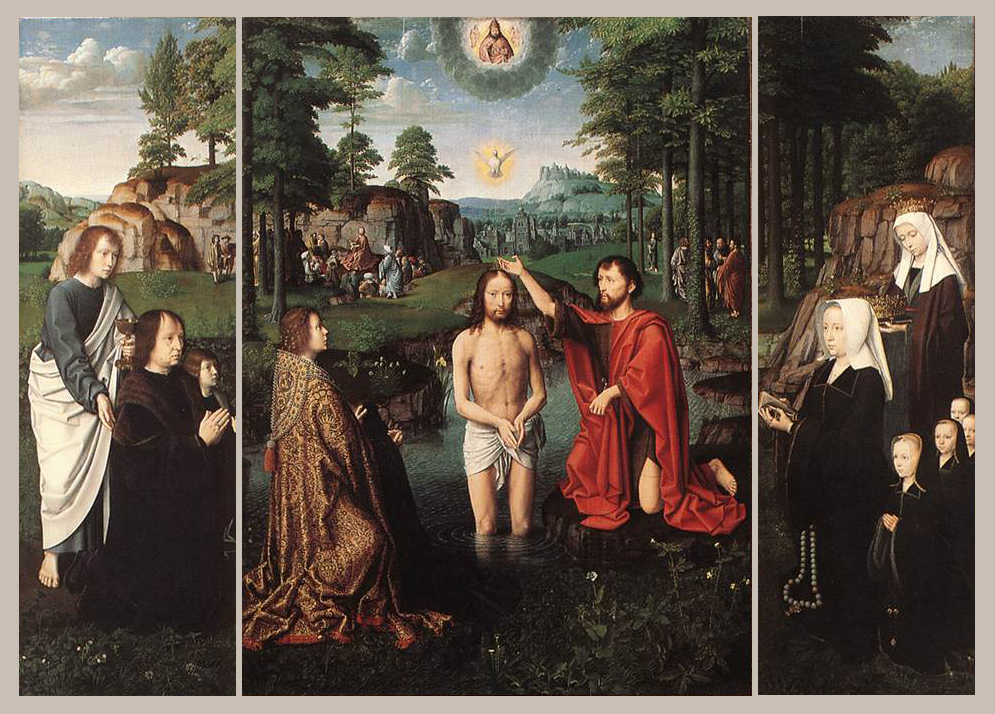
Triptyque de Jan Des Trompes, 1505, huile sur panneau de bois, Gérard David, Musée Groeninge.

#### Enluminures
On peut distinguer quelques exemples :
- dans l'évangéliaire de Hitda de Meschede (vers 1020), Hessische Landes- und Hochschulbibliothek, Darmstadt ;
- dans le Codex aureus Gnesnensis (fin du XIe siècle), Pologne ;
- dans le Hortus deliciarum (1167-1185), Allemagne ;
- dans Les Très Riches Heures du duc de Berry (XVe siècle), France.

Divers Enluminures
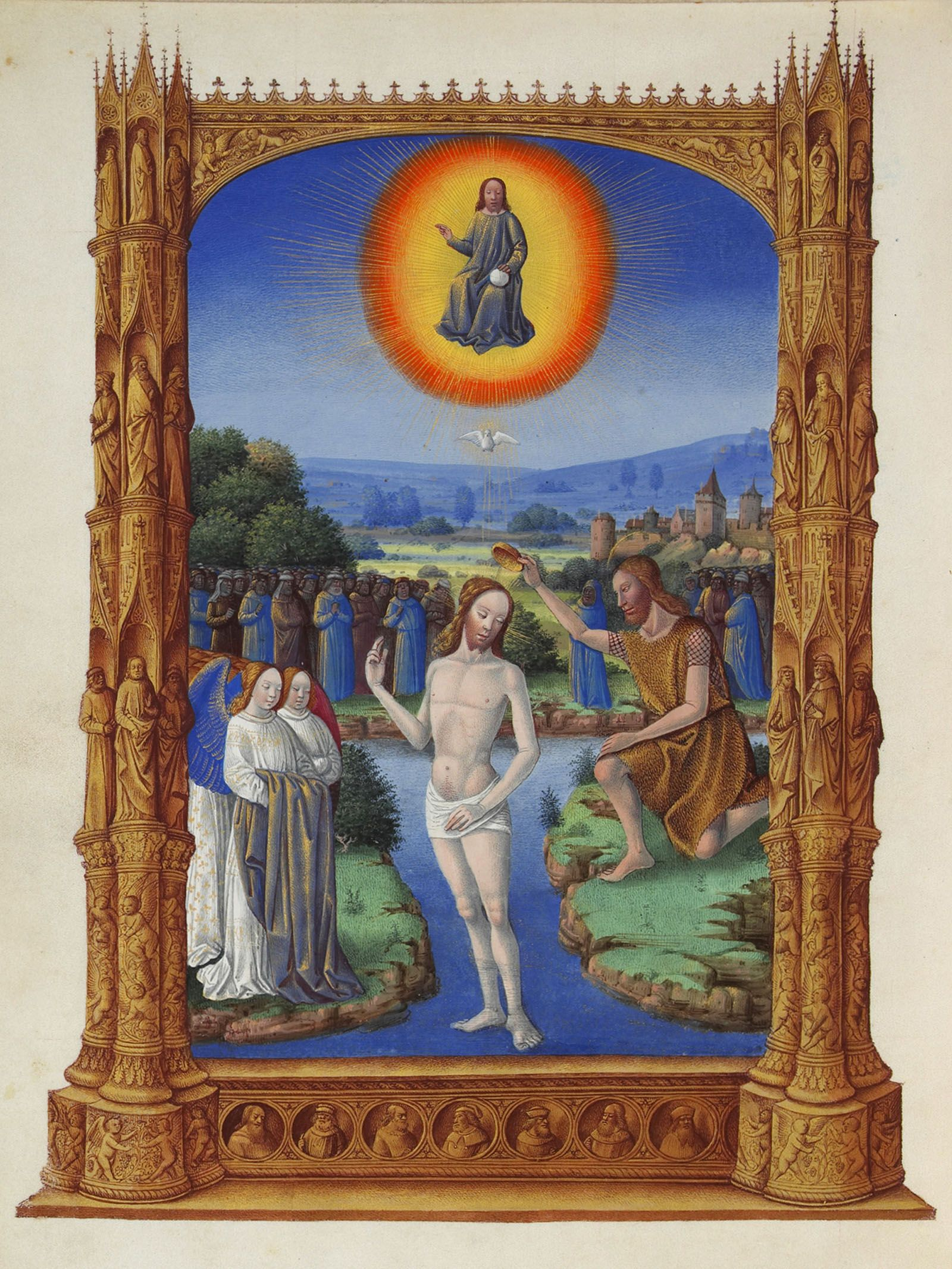
Les Très Riches Heures du duc de Berry.
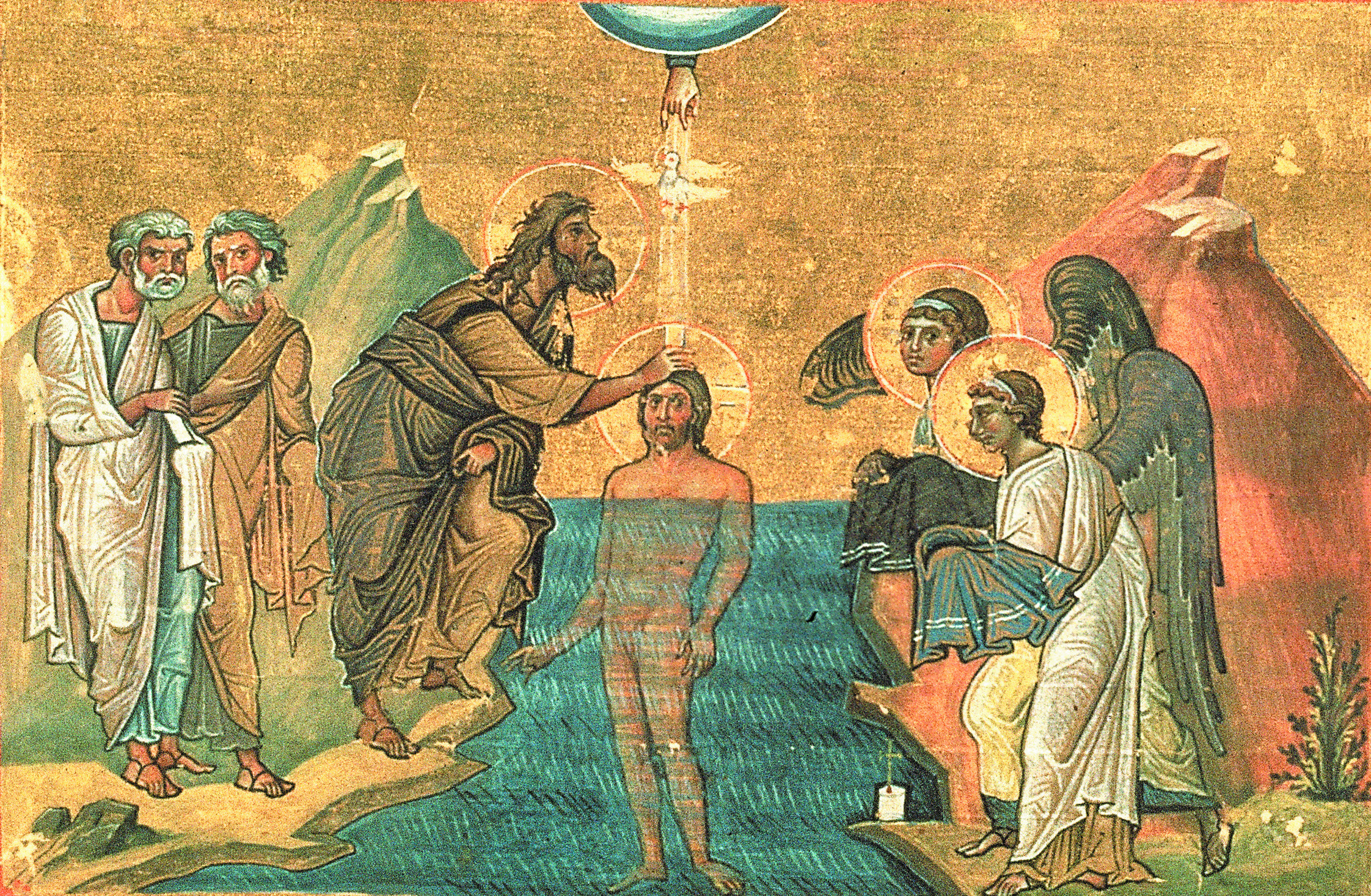
Ménologe de Basile II (fin du Xe siècle), bibliothèque vaticane, Rome.
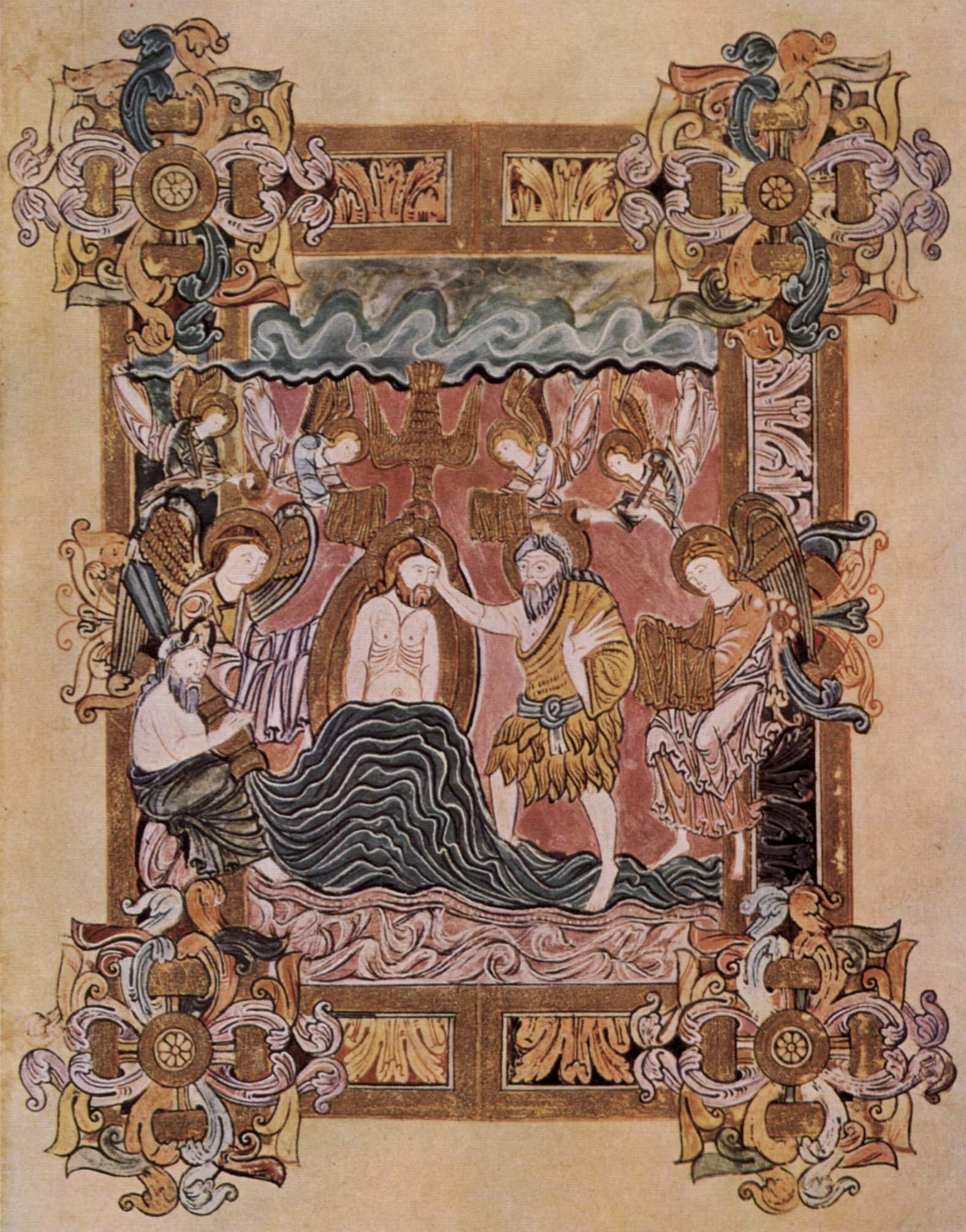
Bréviaire de saint Aethelwold (975-980), école de l'abbaye de Winchester, British Library, Angleterre.
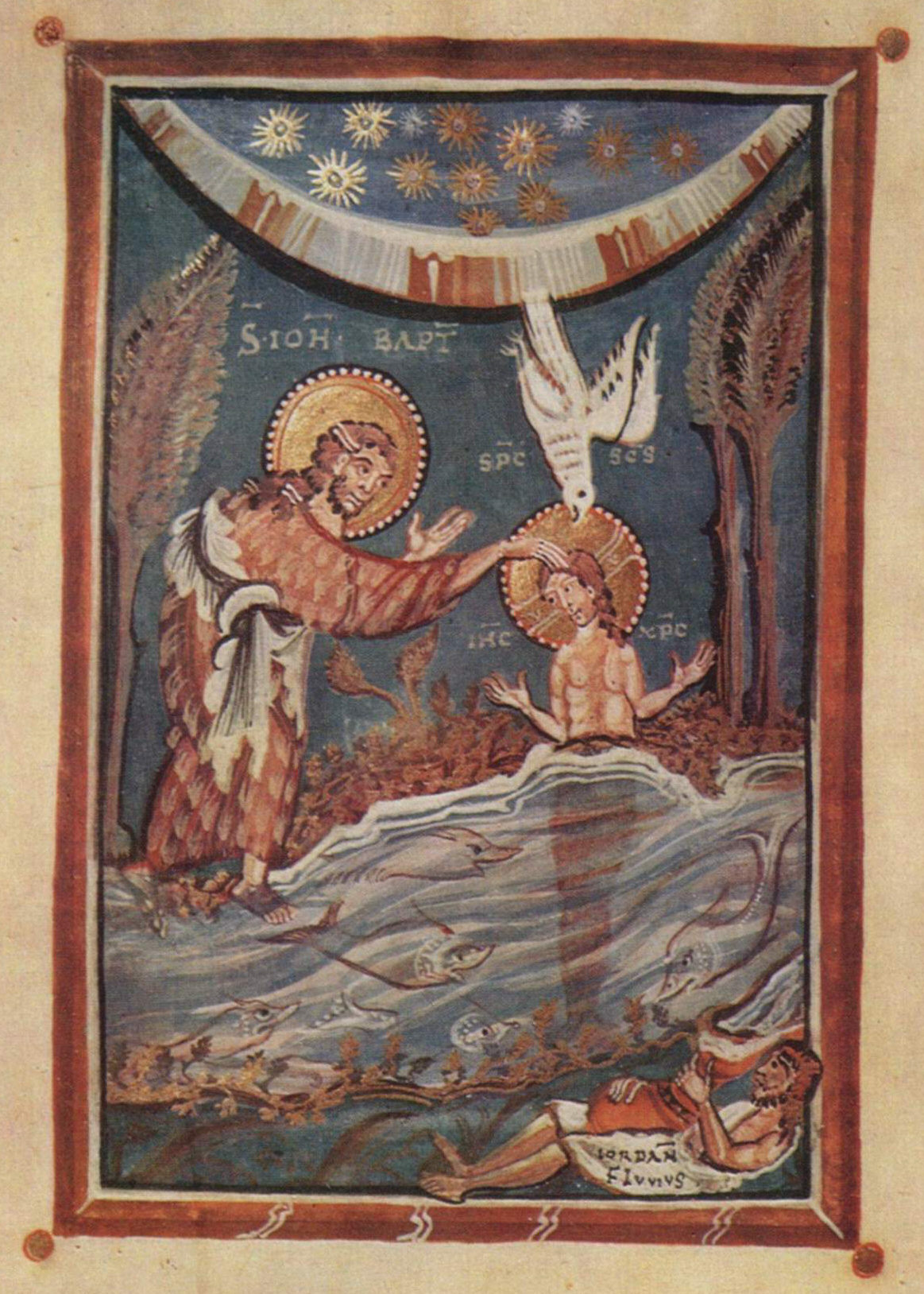
Enluminure de l'évangéliaire de l'abbesse Hitda de Meschede (1020), Allemagne.
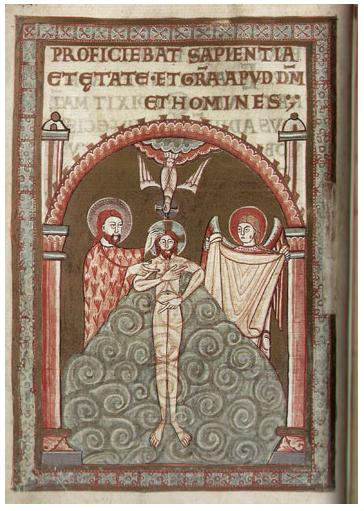
Codex aureus Gnesnensis (fin du XIe siècle), bibliothèque de Gniezno, Pologne.
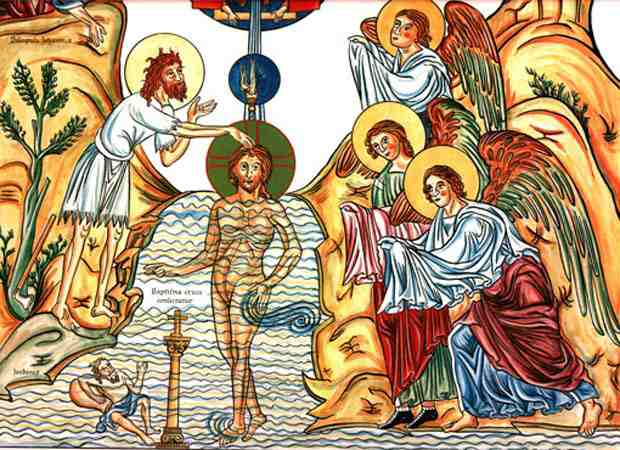
Enluminure du Hortus deliciarum (XIIe siècle), Allemagne.
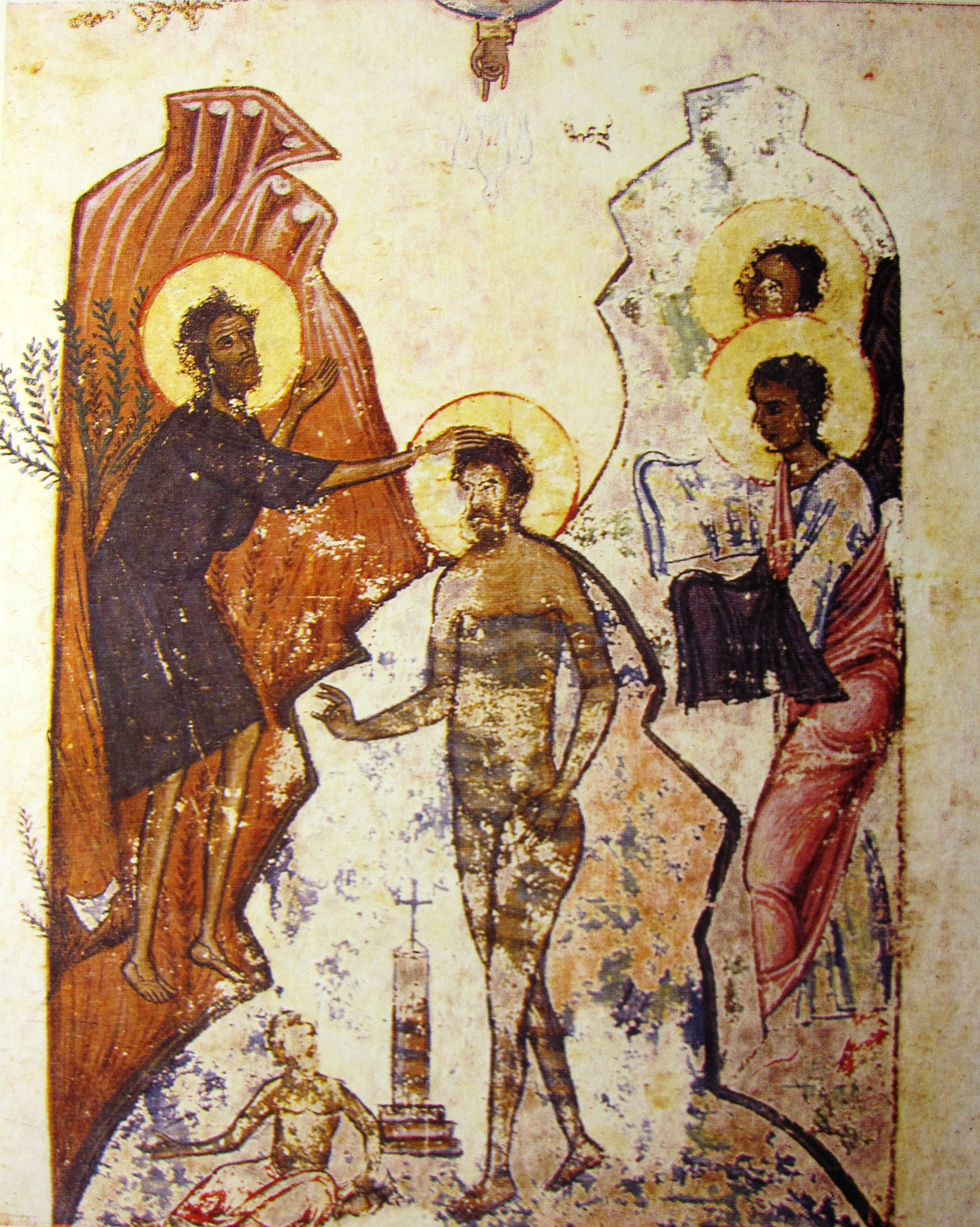
Miniature géorgienne (XIIe siècle) in Œuvres de Grégoire le Théologien.

#### En vitrail
- Par Carl de Bouché (1845-1920), église Saint-Jean de Lunebourg.
- Panneau 7/ 8, baie 3 du déambulatoire de la Cathédrale Saint-Pierre-et-Saint-Paul de Troyes.

### En sculpture
- Par  Andrea Sansovino (1467–1529) et Innocenzo Spinazzi, groupe en marbre provenant du Baptistère Saint-Jean (Florence), aujourd'hui au Museo dell'Opera del Duomo (Florence).
- Par Andrea Pisano, bas-relief sur la porte sud du Baptistère Saint-Jean de Florence.
- Par Andrea della Robbia, terracotta invetriata, fonts baptismaux de la Pieve delle Sante Flora e Lucilla à Santa Fiora.

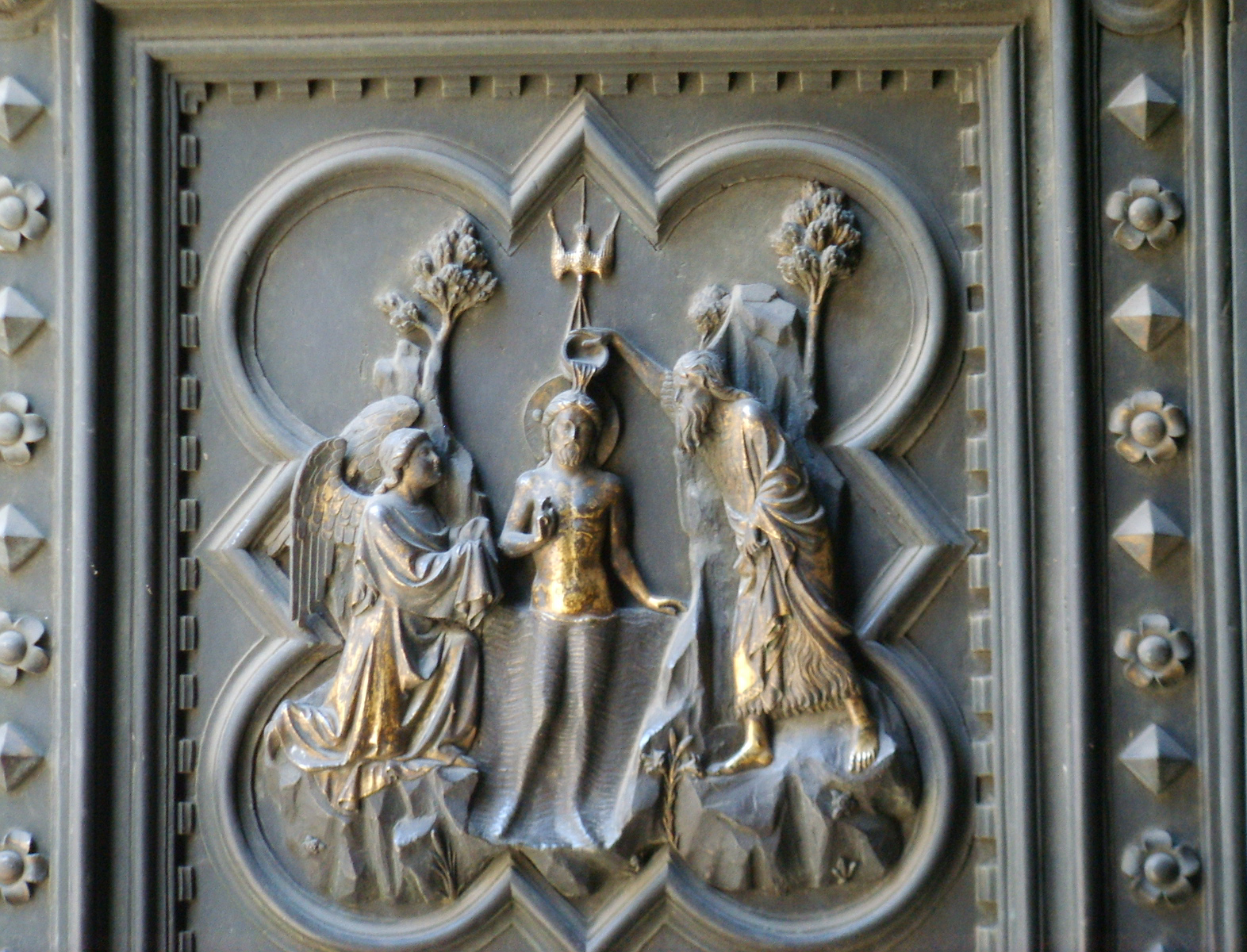
Par Andrea Pisano.
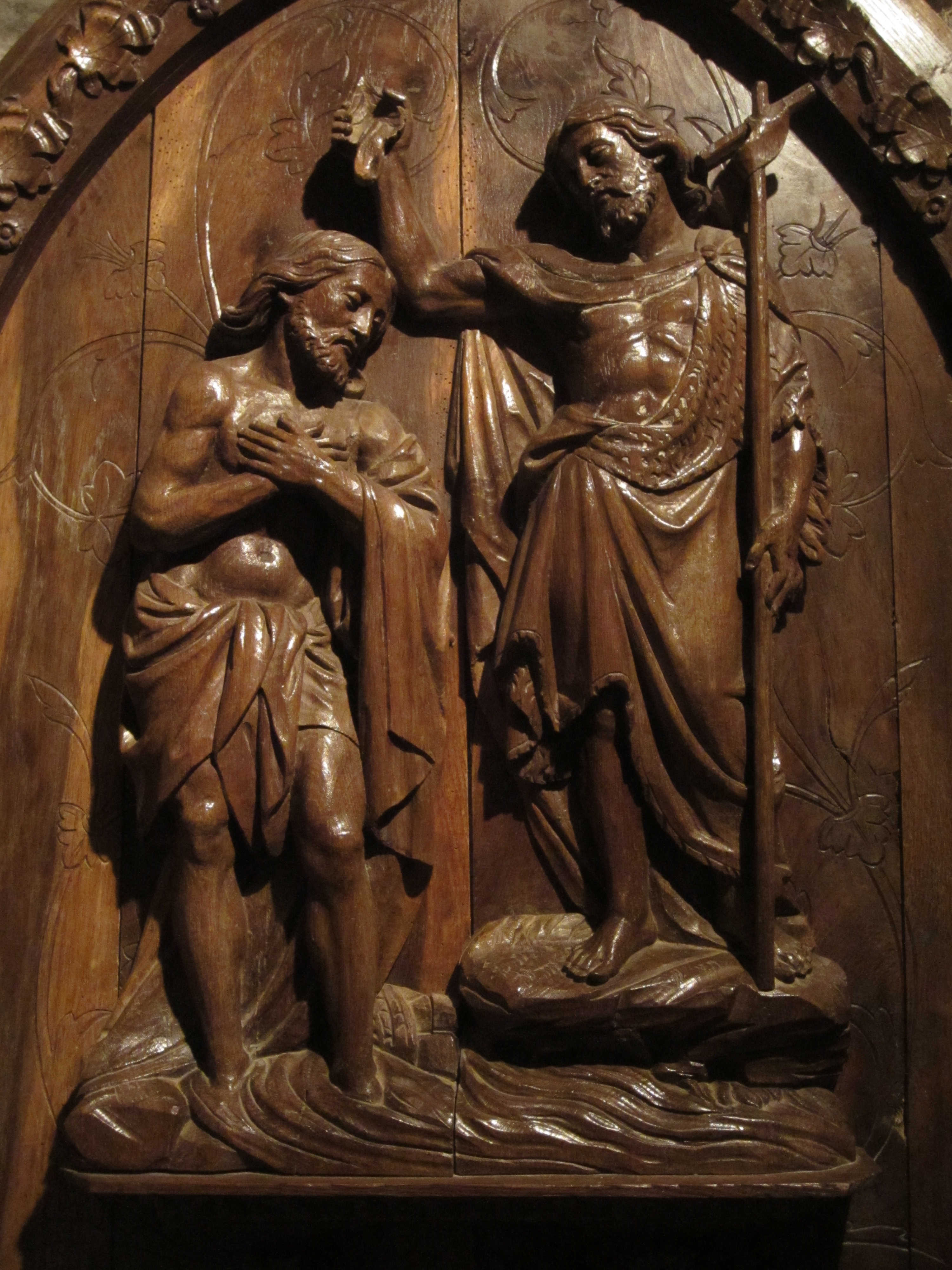
Détail d'une porte dans l'église Saint-Léger de Cheylade (Cantal).
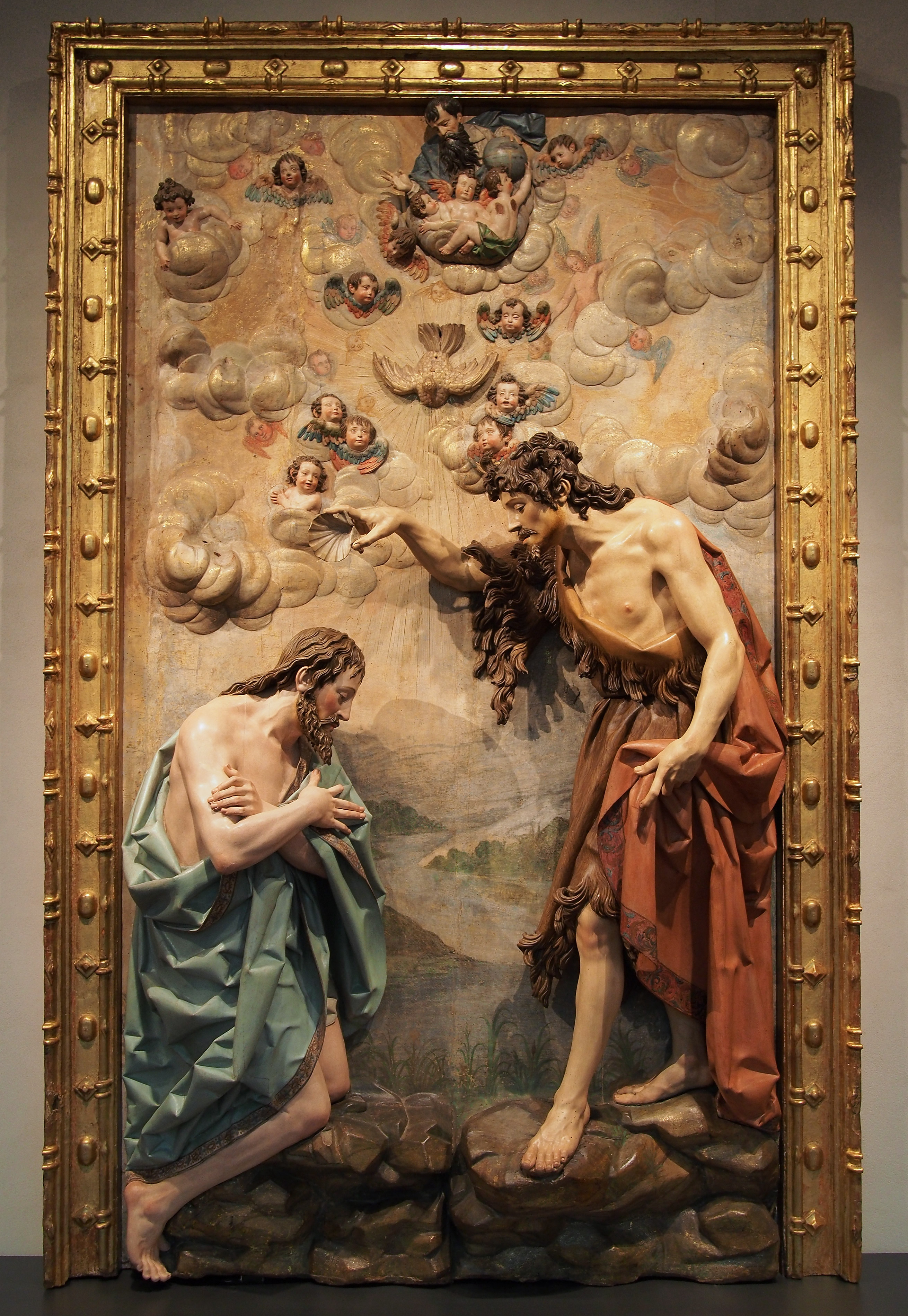
Par Gregorio Fernández (1630).
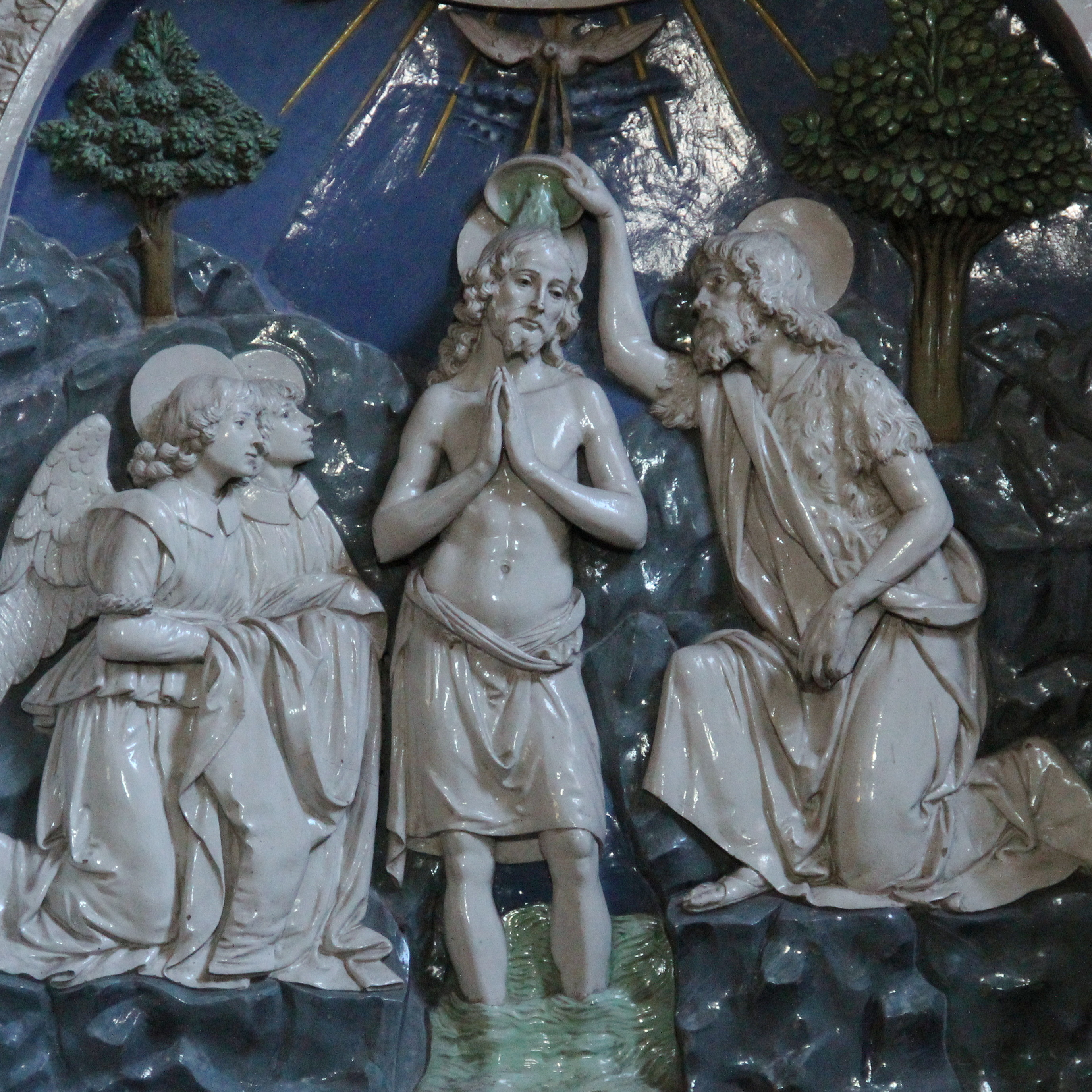
Représentation, terre cuite, Andrea della Robbia (Santa Fiora).

### En mosaïque
- Au baptistère des Ariens de Ravenne (VIe siècle).
- Au baptistère des Orthodoxes de Ravenne (VIe siècle).
- Au monastère Néa Moni de Chios en Grèce (1042-1056).

Divers mosaïques
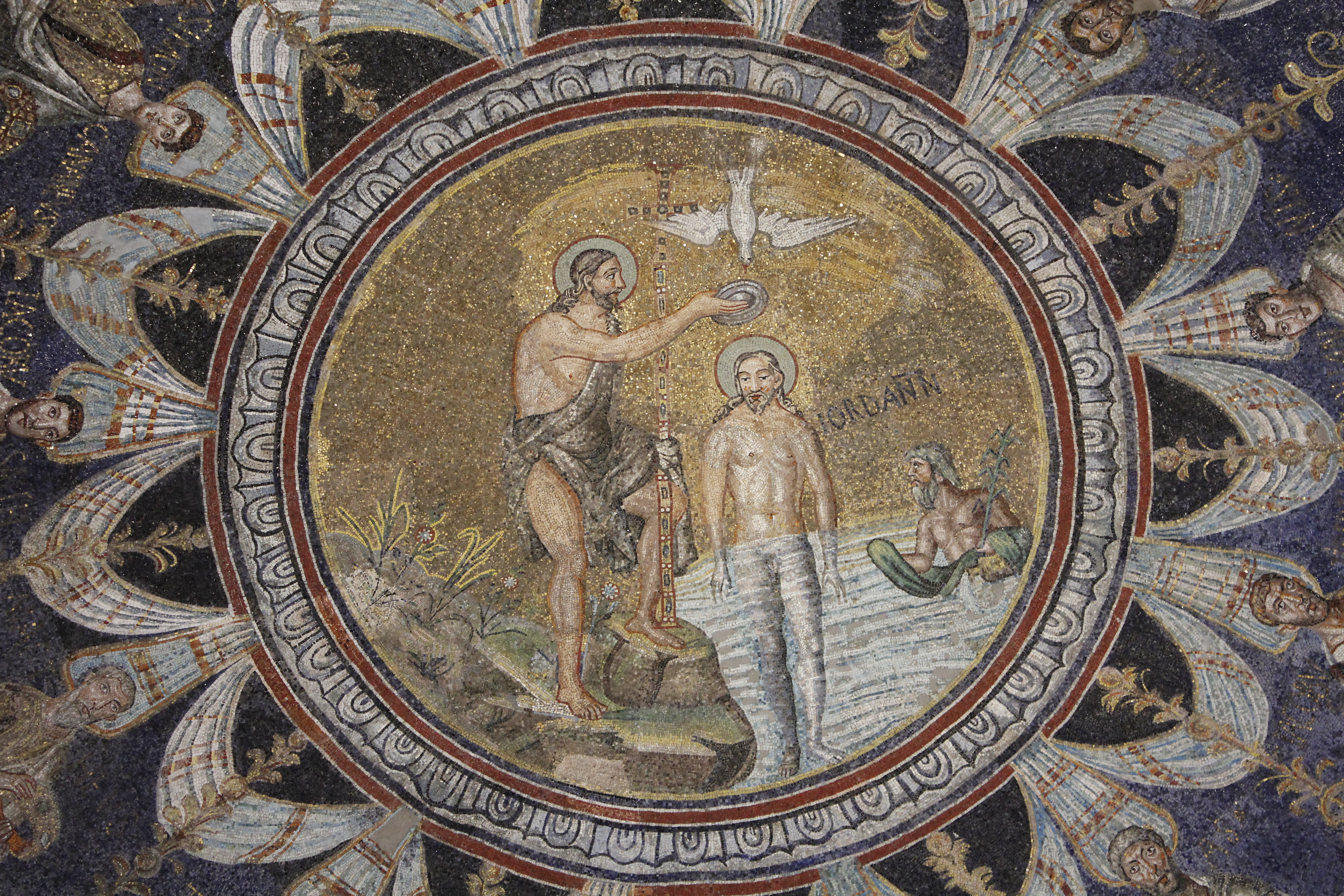
Mosaïque du baptistère des Orthodoxes à Ravenne, médaillon central de la coupole (VIe siècle).
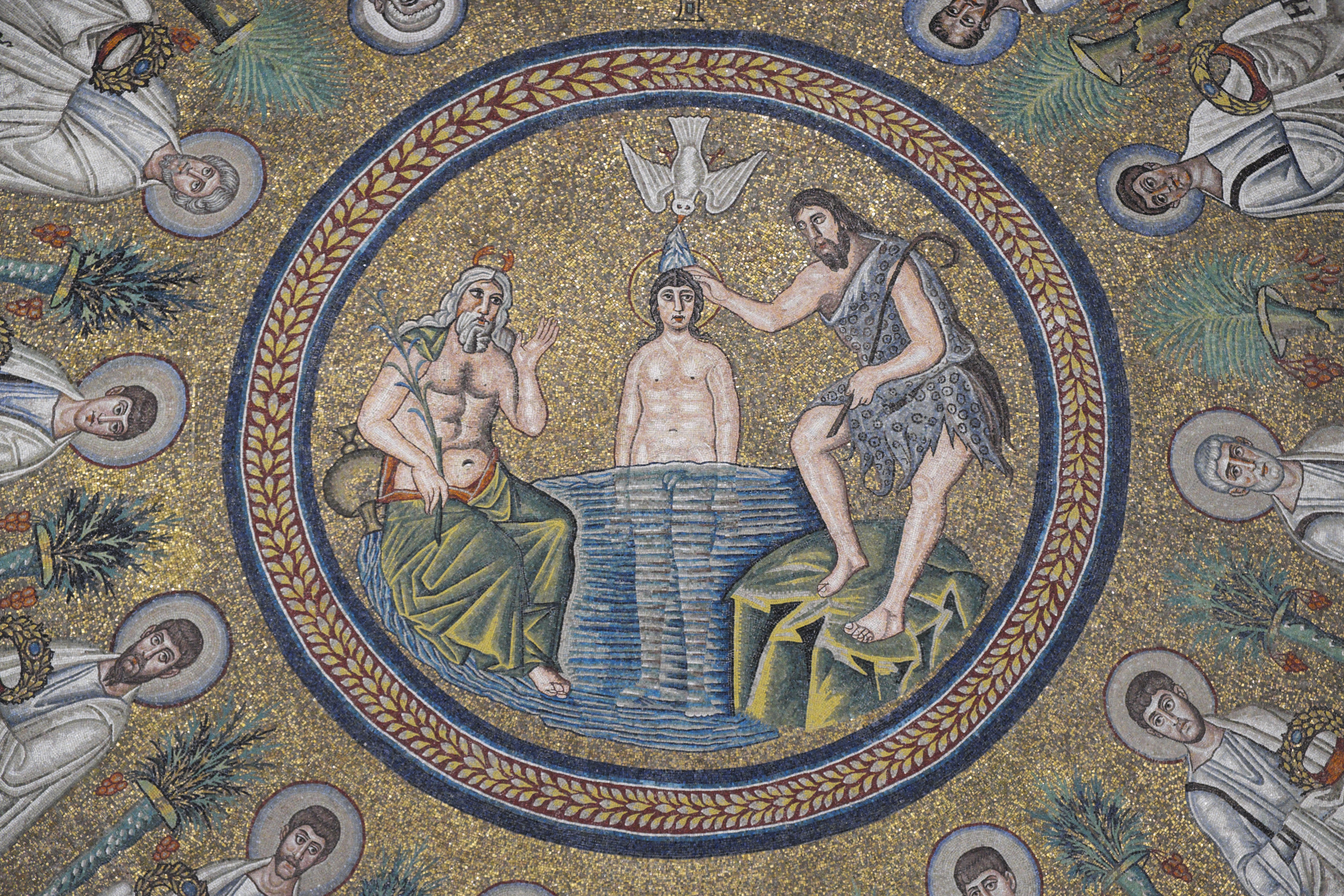
Mosaïque du baptistère des Ariens à Ravenne, médaillon central de la coupole (VIe siècle).
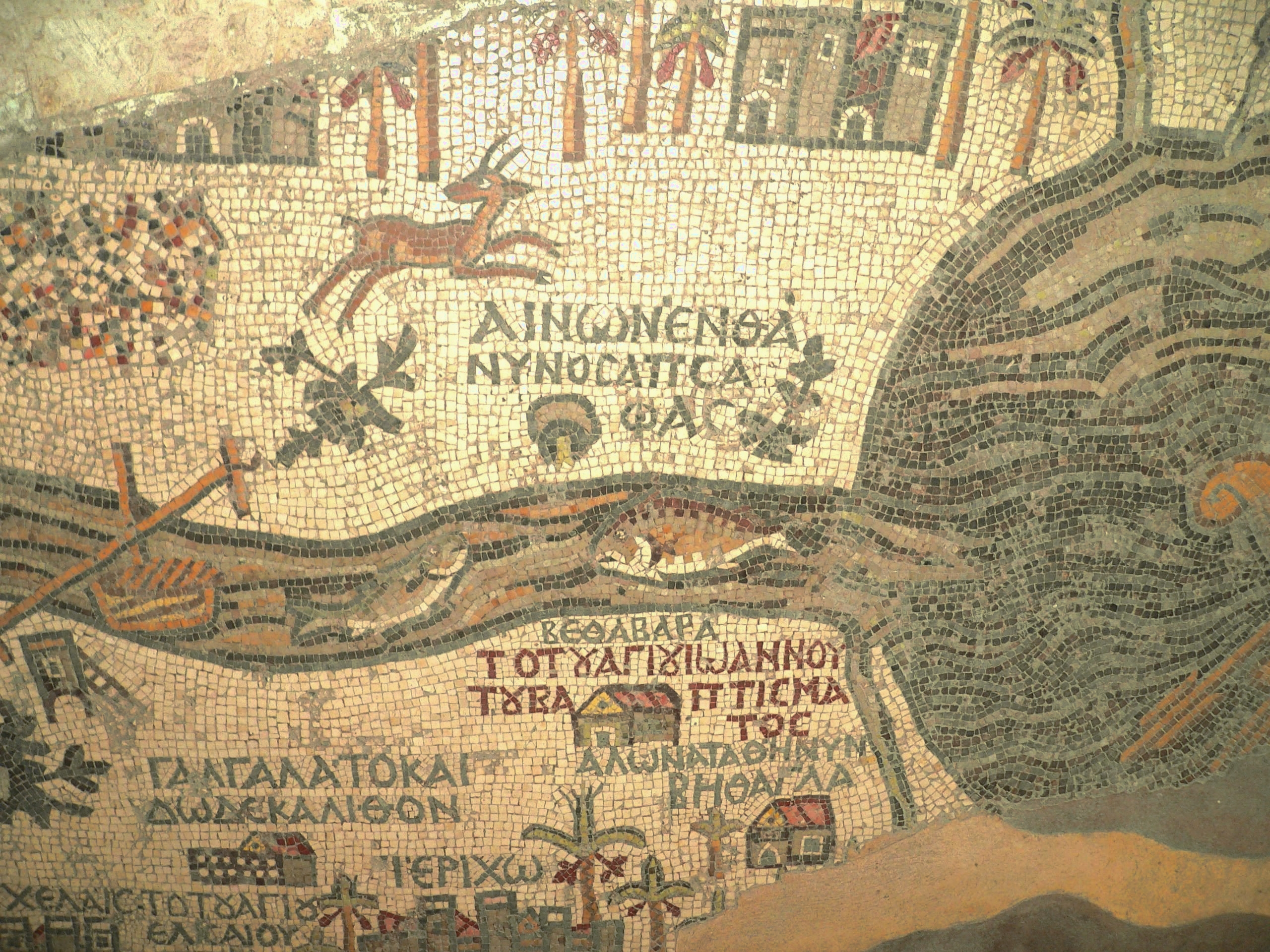
Carte de Madaba (VIe siècle) représentant le Jourdain avec l'indication de Bethabara et l'embouchure de la mer Morte.